# Кадзімута Наоко
Кадзімута Наоко (нар. 26 березня 1972) — колишня японська тенісистка.
Найвищу одиночну позицію світового рейтингу — 44 місце досягла 3 березня, 1997, парну — 18 місце — 13 жовтня, 1997 року.
Здобула 5 парних титулів.
Найвищим досягненням на турнірах Великого шолома було 3 коло в одиночному та парному розрядах.
Завершила кар'єру 1998 року.

## Фінали турнірів WTA

### Парний розряд: 6 (5–1)
| Результат | Ранг | Дата           | Турнір                          | Покриття  | Партнерка   | Суперниці                              | Рахунок       |
| --------- | ---- | -------------- | ------------------------------- | --------- | ----------- | -------------------------------------- | ------------- |
| Поразка   | 1.   | 3 жовтня 1993  | Sapporo Open, Японія            | Килим (i) | Йоне Каміо  | Яюк Басукі Нана Міяґі                  | 4–6, 2–6      |
| Перемога  | 2.   | 14 квітня 1996 | Danamon Open 1996, Індонезія    | Тверде    | Хіракі Ріка | Лоранс Куртуа Нансі Фебер              | 7–6, 7–5      |
| Перемога  | 3.   | 14 жовтня 1996 | China Open                      | Тверде    | Міхо Саекі  | Хосокі Юко Такума Кадзуе               | 7–5, 6–4      |
| Перемога  | 4.   | 5 січня 1997   | Gold Coast Classic, Австралія   | Тверде    | Міягі Нана  | Руксандра Драгомір Сільвія Фаріна-Елія | 7–6, 6–1      |
| Перемога  | 5.   | 12 січня 1997  | Hobart International, Австралія | Тверде    | Міягі Нана  | Барбара Ріттнер Домінік Монамі         | 6–3, 6–1      |
| Перемога  | 6.   | 19 квітня 1998 | Токіо, Японія                   | Тверде    | Міягі Нана  | Емі Фрейзер Хіракі Ріка                | 6–3, 4–6, 6–4 |

## Фінали ITF
| турніри $75,000 |
| турніри $50,000 |
| турніри $25,000 |
| турніри $10,000 |

### Одиночний розряд (0–1)
| Результат | Ранг | Дата            | Турнір              | Покриття | Суперниця | Рахунок  |
| --------- | ---- | --------------- | ------------------- | -------- | --------- | -------- |
| Поразка   | 1.   | 23 вересня 1991 | ITF Куросіо, Японія | Тверде   | Лі Фан    | 3–6, 4–6 |

### Парний розряд (5–3)
| Результат | Ранг | Дата            | Турнір                 | Покриття | Партнерка       | Суперниці                          | Рахунок       |
| --------- | ---- | --------------- | ---------------------- | -------- | --------------- | ---------------------------------- | ------------- |
| Перемога  | 1.   | 28 вересня 1992 | ITF Ібаракі, Японія    | Тверде   | Хосокі Юко      | Ліза Макші Емі Делоун              | 6–3, 2–2 ret. |
| Перемога  | 2.   | 5 жовтня 1992   | ITF Куросіо, Японія    | Тверде   | Хосокі Юко      | Танака Юка Мамі Доносіро           | 6–2, 6–4      |
| Перемога  | 3.   | 19 жовтня 1992  | ITF Кіото, Японія      | Тверде   | Хосокі Юко      | Сенді Шуріфонґ Янагі Масако        | 6–3, 6–3      |
| Поразка   | 4.   | 28 червня 1993  | ITF Коламбія, США      | Тверде   | Хосокі Юко      | Наґатомі Кейко Міка Тодо           | 5–7, 4–6      |
| Перемога  | 5.   | 5 липня 1993    | ITF Індіанаполіс, США  | Тверде   | Хосокі Юко      | Кейт Макдоналд Стефані Ріс         | 7–5, 6–3      |
| Перемога  | 6.   | 16 серпня 1993  | ITF Арцакена, Італія   | Ґрунт    | Кідзімута Акіко | Лінда Феррандо Сільвія Фаріна-Елія | 6–0, 7–5      |
| Поразка   | 7.   | 30 жовтня 1994  | ITF Таракан, Індонезія | Тверде   | Йоне Каміо      | Кетрін Берклей Керрі-Енн Г'юз      | 2–6, 3–6      |
| Поразка   | 8.   | 6 серпня 1995   | ITF Остін, США         | Тверде   | Юка Йосіда      | Шеннен Маккарті Джулі Стівен       | 4–6, 3–6      |